# Penthouse and Pavement
Penthouse and Pavement es el álbum de estudio debut de la banda inglesa de synth-pop Heaven 17, lanzado en septiembre de 1981 por Virgin Records.. "(We Don't Need This) Fascist Groove Thang " fue lanzado como sencillo, pero no logró el éxito en las listas, en parte debido a una prohibición de la BBC. A pesar de no generar un sencillo de gran éxito, el álbum alcanzó el puesto 14 y pasó 77 semanas en la lista de álbumes del Reino Unido. Desde entonces se ha considerado "una salida importante", está incluido en el libro 1001 álbumes que debes escuchar antes de morir y fue reeditado en 2010 en una edición especial de tres discos.

## Estilos
- New Wave
- Synth-pop

## Lista de temas
1. (We Don't Need This) Fascist Groove Thang
2. Penthouse and Pavement
3. Play to Win
4. Soul Warfare
5. Geisha Boys and Temple Girls
6. Let's All Make a Bomb
7. The Height of the Fighting (He-La-Hu)
8. Song With No Name
9. We're Going to Live for a Very Long Time
10. I'm Your Money
11. Play to Win (versión extendida)

- Datos: Q756755